# Universidade de Canterbury
A Universidade de Canterbury (em inglês: University of Canterbury, em maori: Te Whare Wānanga o Waitaha) é uma universidade pública da Nova Zelândia fundada em 1873, instalada nos subúrbios da cidade de Christchurch. Entre os estudantes famosos que frequentaram esta instituição podemos citar o cientista Ernest Rutherford, o político Michael Cullen e o ator Sam Neill.